# 林启泰
林启泰，浙江上虞人，是一名清朝政治人物。
林启泰曾于1814年接替秦时中任福建永安县知县一职，1815由甘蕴纯接任。